# Thomson-Talsperre
Die Thomson-Talsperre (Thomson Dam) steht etwa 130 km östlich von Melbourne in Gippsland nahe bei der früheren Siedlung Beardmore und dem Baw-Baw-Nationalpark in Australien. Die Talsperre staut den Thomson River zum Lake Thomson auf.
Das Absperrbauwerk ist ein 166 Meter hoher Erd- und Steinschüttdamm, der 1983 fertiggestellt wurde. Er ist die zweithöchste Talsperre in Australien nach der Dartmouth-Talsperre. Ihr Zweck ist, Trinkwasser für Melbourne bereitzustellen. Es wird durch einen Stollen, der am Nordende des Reservoirs abzweigt, in das Upper Yarra Reservoir und von dort in das Silvan Reservoir geleitet, von wo aus es nach Melbourne verteilt wird. Die Anlage wird von Melbourne Water betrieben. In den letzten Jahren gab es Wasserknappheit, so dass das Becken seit 1996 nicht mehr voll gefüllt war.
Neben dem 590 m langen Hauptbauwerk gibt es einen Seitendamm, der zusätzlich 580 Meter lang ist. In dem angegebenen Bauwerksvolumen von 14,17 Millionen Kubikmetern ist der Seitendamm eingeschlossen.
Das kleine angeschlossene Wasserkraftwerk leistet 7,5 MW und erzeugt pro Jahr 60 GWh Strom.